# 's-Heer Abtskerke
 's-Heer Abtskerke (Zeeuws: Schrabbekerke) is een dorp in de gemeente Borsele, in de Nederlandse provincie Zeeland. Het dorp is gelegen op het zuidelijk deel van schiereiland Zuid-Beveland, de zogenaamde "Zak van Zuid-Beveland", alwaar de omgeving voornamelijk bestaat uit kleine dorpjes, polders, dijken, welen en kreekresten. Het dorp heeft 510 inwoners (1 januari 2023). Het deelt de brandweer met 's-Gravenpolder.
Het dorp ligt in het natuurgebied de Poel. Het is vernoemd naar de abten van de Middelburgse abdij, die in de 13e eeuw het gebied in bezit had gekregen van Dirk VII, graaf van Holland, die hier een kapel had gesticht, de voorloper van de huidige kerk. Zoals in veel dorpen staat de kerk in het centrum van het dorp. De kerk is gebouwd in een gotische stijl en stamt uit de 15e eeuw.
's-Heer Abtskerke was een zelfstandige gemeente, die in 1970 opging in de gemeente Borsele. Tot de gemeente behoorde ook de in 1816 opgeheven gemeente Sinoutskerke en Baarsdorp.

## Bezienswaardigheden
- De vliedberg aan de Bergweg
- Johannes de Doperkerk

### Galerij

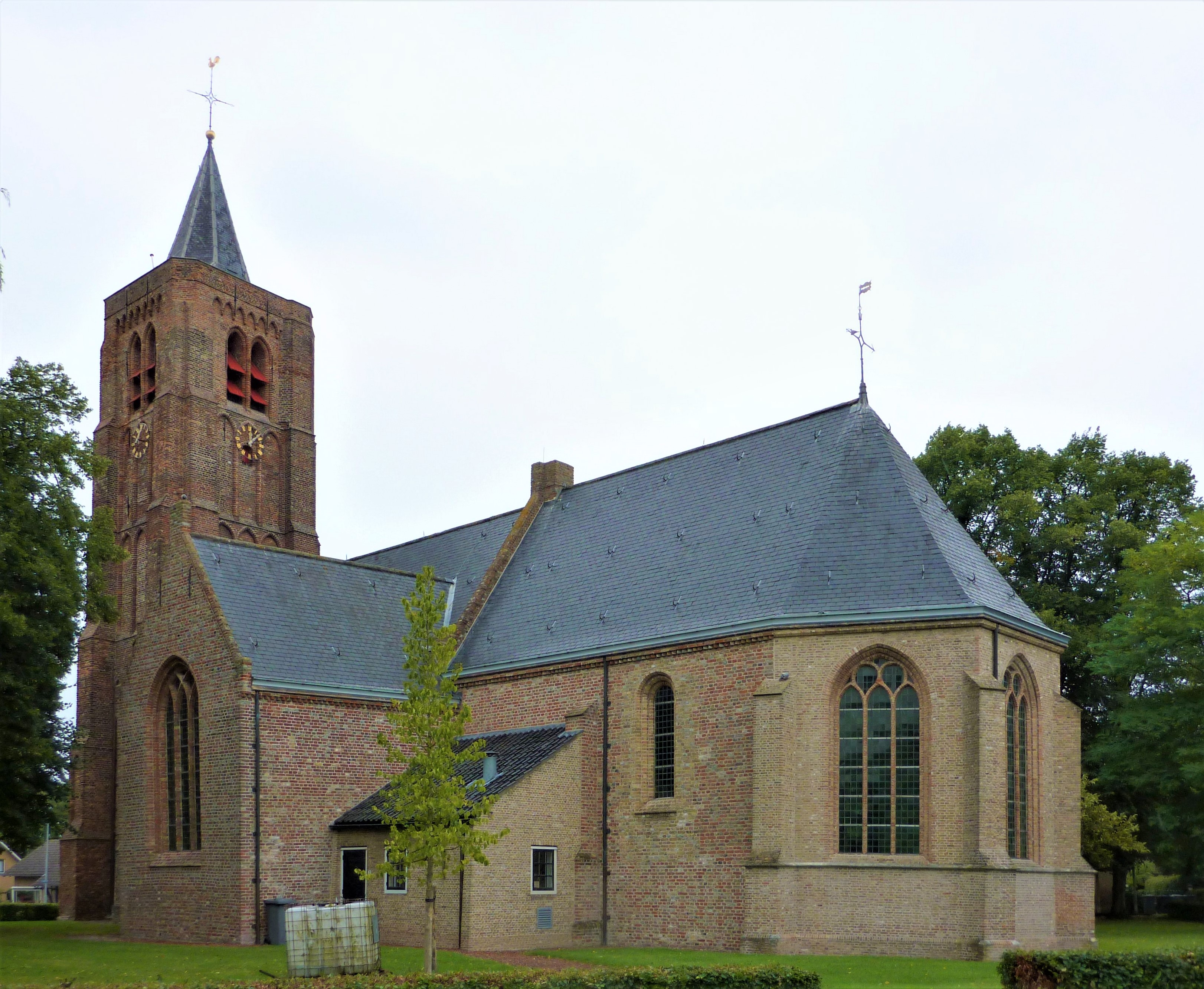
Johannes de Doperkerk

## Ambachtsheerlijkheid
Er is ook een ambachtsheerlijkheid 's-Heer Abtskerke, die in de loop van de zeventiende eeuw in het bezit kwam van leden van het geslacht De Perponcher Sedlnitsky. Dit bleef zo tot diep in de negentiende eeuw, waarna de heerlijkheid in drie delen (porties) werd verkocht. Deze porties werden in de jaren 1885, 1889 en 1899 gekocht door Marinus Trimpe, die als enige eigenaar de ambachtsheerlijkheid in 1963 verkocht aan F.Th. Roeters van Lennep, lid van het geslacht Van Lennep. Op dat moment was er nog een visrecht, een recht van schapendrift en een recht om de berm te mogen beplanten aan verbonden. Deze rechten zijn eerbiedigd in de Ruilverkaveling De-Poel Heinkenszand (1975-1980), waar 's-Heer Abtskerke ook deel van uitmaakte.
Sinds 2001 is de heerlijkheid eigendom van een lid van de familie de Vries. Op het visrecht na zijn alle aan de heerlijkheid verbonden rechten vervallen. Wel bestaan er nog de heerlijke (weide)rechten van grasetting en schapendrift, plus het plantrecht op de Gerbernesseweg. Deze rechten, hoewel gelegen binnen de grenzen van de heerlijkheid 's-Heer Abtskerke, behoren enerzijds (het plantrecht) toe aan de heerlijkheden Sinoutskerke en Baarsdorp, en anderzijds (grasetting en schapendrift) aan een lid van de familie van der Weide.

## Geboren in 's-Heer Abtskerke
- Katinka Polderman (1 mei 1981), cabaretière